# Epicauta
Epicauta — род нарывников из подсемейства Meloinae, насчитывающий около 380 видов. Представители рода Lytta имеют внешнее сходство с Epicauta. Некоторые представители рода вредители семенных культур.

## Этимология
Научное название «Epicauta» происходит от греч. epi — плюс, на; + греч. caut гореть, жечь, это указывает на то, что жуки ядовиты.

## Описание
Жуки мелких и средних размеров, достигающие в длину от 4 до 18 мм.

## Перечень видов
В составе рода:
- Epicauta atomaria (Germar, 1821)
- Epicauta atrivittata (LeConte, 1854)
- Epicauta cavernosa Courbon, 1855
- Epicauta erythrocephala (Pallas, 1776)
- Epicauta flabellicornis (Germar, 1817)
- Epicauta hirtipes Waterhouse, 1876
- Epicauta leopardina (Haag-Rutenb., 1880)
- Epicauta megalocephala (Gebler, 1817)
- Epicauta rufidorsum (Goeze, 1777)
- Epicauta sibirica Pallas, 1777

Неарктические виды:
- Epicauta alastor Skinner, 1904
- Epicauta albida (Say, 1824)
- Epicauta alpina Werner, 1944
- Epicauta arizonica Werner, 1944
- Epicauta atrivittata (LeConte, 1854)
- Epicauta balli Werner, 1945
- Epicauta callosa LeConte, 1866
- Epicauta fabricii (LeConte, 1853)
- Epicauta flavocinerea (Blatchley, 1910)
- Epicauta gissleri (Horn, 1878)
- Epicauta heterodera Horn, 1891
- Epicauta hirsutipubescens (Maydell, 1934)
- Epicauta immaculata (Say, 1824)
- Epicauta ingrata Fall, 1907
- Epicauta lauta (Horn, 1885)
- Epicauta liebecki Werner, 1944
- Epicauta linearis (LeConte, 1858)
- Epicauta longicollis (LeConte, 1853)
- Epicauta maculifera (Maydell, 1934)
- Epicauta mimetica (Horn, 1875)
- Epicauta murina (LeConte, 1853)
- Epicauta ochrea (LeConte, 1853)
- Epicauta parkeri Werner, 1944
- Epicauta polingi Werner, 1944
- Epicauta purpurea (Horn, 1885)
- Epicauta segmenta (Say, 1824)
- Epicauta subglabra (Fall, 1922)
- Epicauta sublineata (LeConte, 1854)
- Epicauta tenella (LeConte, 1858)
- Epicauta tenuilineata (Horn, 1894)
- Epicauta tenuis (LeConte, 1853)
- Epicauta texana Werner, 1944
- Epicauta torsa (LeConte, 1853)
- Epicauta uniforma Werner, 1944
- Epicauta valida (LeConte, 1853)
- Epicauta virgulata (LeConte, 1866)
- Epicauta vittata (Fabricius, 1775)